# Stadionul Ion Comşa
Das Stadionul Ion Comşa (deutsch Ion-Comşa-Stadion) ist ein Fußballstadion in der rumänischen Stadt Călărași. Es ist gegenwärtig das Heimstadion des Fußballvereins Dunărea Călăraşi. Die Anlage verfügt über 6.000 Plätze.